# Domenico Ghirlandaio

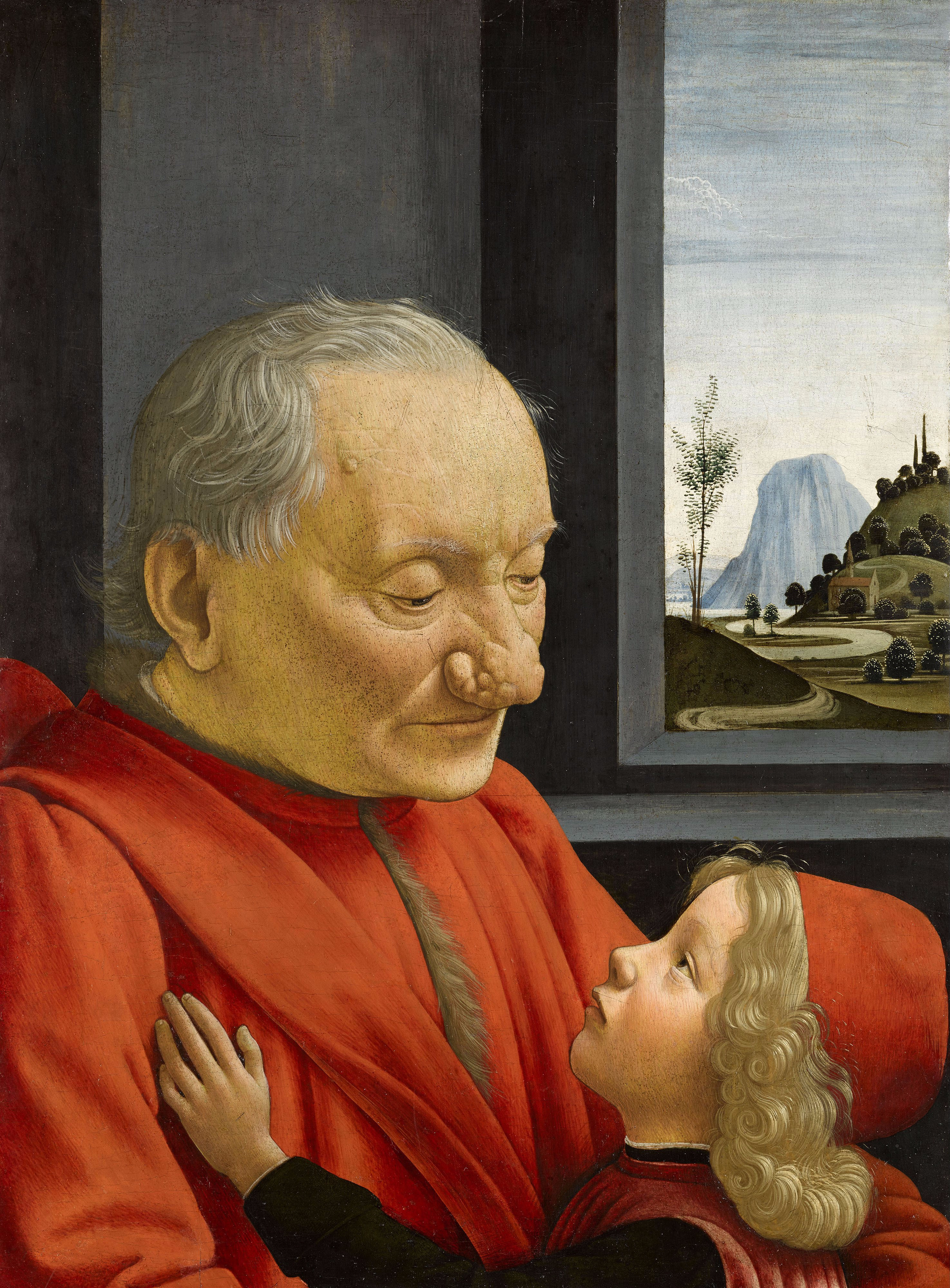
Portret van een oude man en een jongen, circa 1480, tempera op paneel, 61 x 45 cm, Louvre, Parijs

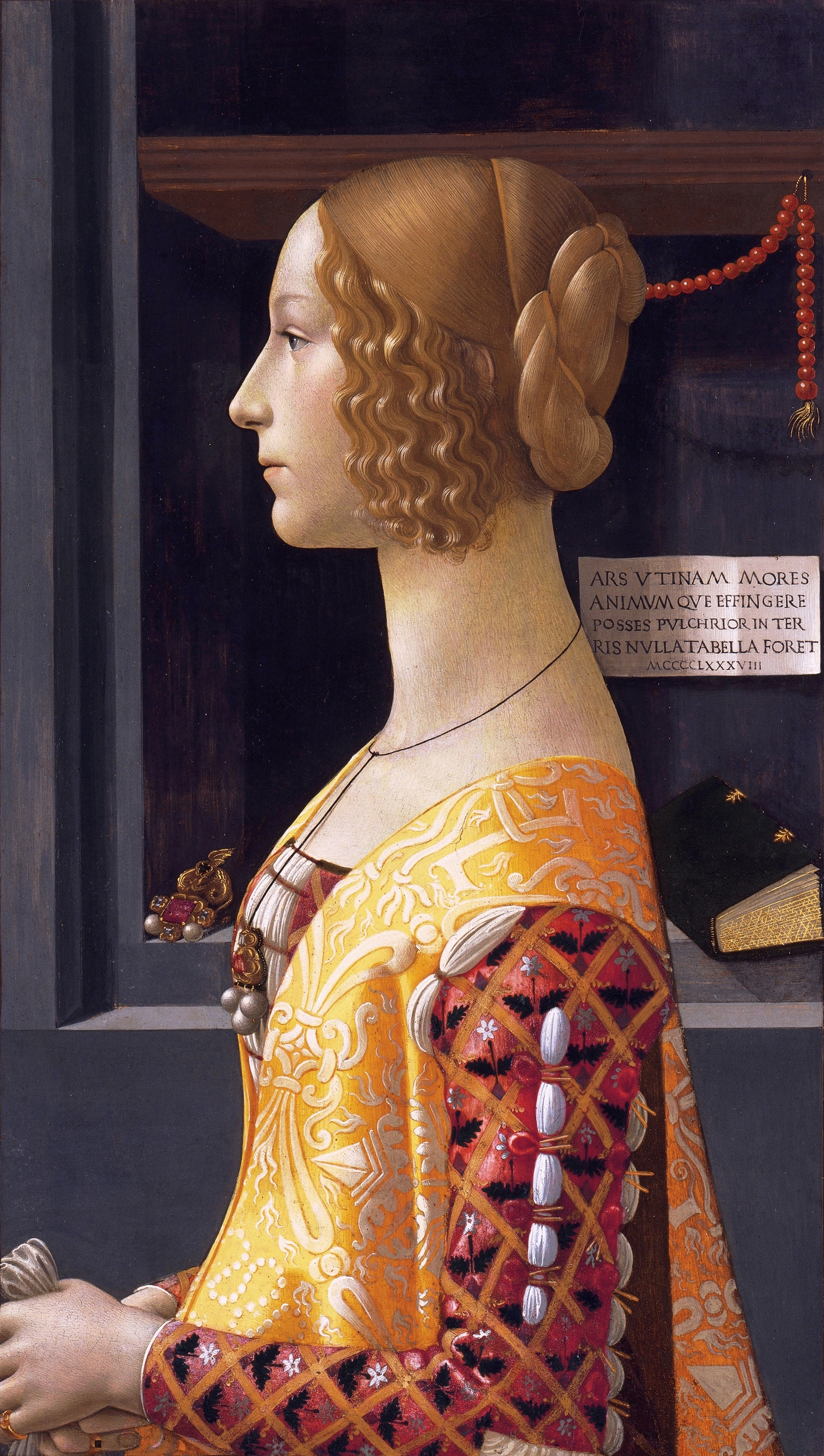
Portret van Giovanna Tornabuoni, circa 1488, olieverf op paneel, 77 x 49 cm, Museo Thyssen-Bornemisza, Madrid

Domenico Ghirlandaio, van oorsprong Domenico Bigordi geheten (Florence, 1449 — aldaar, 11 januari 1494) was een Italiaanse renaissanceschilder. Zijn werken behoren tot de vroege renaissance.

## Biografie
Samen met zijn broer Davide gaf hij leiding aan een groot atelier, dat vooral in de jaren tachtig van de vijftiende eeuw floreerde. Het is ook in die jaren dat hij Michelangelo tot zijn leerlingen mocht rekenen.
Hij vond zijn opdrachtgevers met name onder figuren die in de naaste omgeving van de Medicifamilie opereerden.
In zijn vroege werken verraadt hij de invloed van beeldhouwer en kunstschilder Verrocchio. Ghirlandaio heeft als een belangrijke figuur uit de Florentijnse school voornamelijk religieuze werken geschilderd. Vooraanstaande tijdgenoten lieten zich portretteren in zijn fresco's, terwijl hij zich in de achtergronden tevens een vaardig landschapsschilder toonde. Dit is goed te zien in zijn beroemdste werken: de fresco's in de familiekapel van Francesco Sassetti in de kerk van S. Trinità te Florence (circa 1480-1485), en het koor van de kerk van Santa Maria Novella, vervaardigd in opdracht van Giovanni Tornabuoni, eveneens te Florence (circa 1485-1490).
Al eerder bracht Ghirlandaio samen met andere beroemde schilders als Botticelli, Perugino, en Signorelli muurschilderingen aan op de wanden van de Sixtijnse Kapel te Rome (1481-1482). Beroemd zijn zijn ook zijn drie versies van het Laatste Avondmaal, waarvan er zich twee in Florence bevinden, één in het klooster van Ognissante en één in het klooster van San Marco. De oudste bevindt zich in de abdij Badia di Passignano in
Tavarnelle Val di Pesa.
Zijn werk ademt een zuivere sfeer, waarmee hij zowel grootsheid als gratie wist te verlenen aan de strenge stijl van de vroege renaissance. In zijn zeer uitvoerig gedetailleerde altaarstukken is het realisme in hoge mate ontleend aan dat van de Vlaamse Primitieven, toentertijd uiterst geliefd onder de gefortuneerde Italiaanse adel en burgerij.
Zijn zoon Ridolfo (1483 - 1561) haalde zijn inspiratie in het bijzonder van Rafaël; hij stond vooral bekend als portretschilder.